# 芜当专区
芜当专区是1949年到1950年在今安徽省短期存在的专区行政公署。

## 历史沿革
1949年5月13日设皖南行署区（省级建制）驻芜湖市，辖芜当、池州、宣城三专区，芜湖市直属皖南行署。芜当专区辖地大致为今天马鞍山市和芜湖市的江南部分。芜湖县属皖南行署芜当专区。1950年，撤销芜当专区，芜湖县直属皖南行署，芜当专区所属当涂、南陵两县划入宣城专区，芜当专区所属繁昌县划入池州专区。1951年，原皖南行署直辖的芜湖县划入池州专区。